# 众先知章
众先知章（阿拉伯语：‎，羅馬化：'al-'anbiyā'，音译安比亚章）是古兰经的第21章（苏拉），共112节（阿亚）。
众先知章麦尔彦章属于麦加篇章，启示于麦加时期，因讲述众多伊斯兰教先知的事迹而得名。该章提到的先知包括穆萨、易卜拉欣、鲁特、努哈、达乌德、素莱曼、艾优卜、易司马仪、易德立斯、祖勒克福勒、优努斯、宰凯里雅、叶哈雅等。